# Cathal mac Finguine
Cathal mac Finguine (mort en 742) est un Roi irlandais de Munster ou de Cashel de 713/721 à 742 qui fut de facto Ard ri Erenn ou « Haut Roi d'Irlande » . Il appartenait  à la dynastie Eóganachta, de la lignée des Eóganacht Glendamnach qui  dominaient le  Munster  entre le VIIe siècle et le Xe siècle. Avant lui son père, son oncle, ses grands-pères et arrière-grands-pères avaient  été  également  rois de Cashel, comme le seront aussi  son fils et son petit-fils.
Les conflits entre Cathal  avec les rois Uí Néill; Fergal mac Maele Duin issu du Cenél nEógain, Flaithbertach mac Loingsig issu du Cenél Conaill, et  Áed Allán, le fils de Fergal mac Duin Maele, sont rapportés en détail dans les Chroniques d'Irlande, mais les versions émanant des documents du nord et du sud sont souvent différentes.
Il est généralement  considéré comme le plus puissant roi irlandais de la première moitié du VIIIe siècle, et le plus  important  roi de Munster avant Brian Bóruma, Cathal mac Finguine est enfin considéré par la critique moderne  comme le dernier roi mentionné sous le nom obscur de « aue Coircc » dans le Baile Chuinn Chétchathaig.

## Origine
Les dynasties des  Uí Néill et des Eóganachta  dirigeaient les deux plus importants royaumes d'Irlande bien que les rois de Leinster et les rois de Connacht disposaient eux  aussi d'une puissance non négligeable.
Les rois de Connacht revendiquaient  une origine commune avec le Uí Néill, et  étaient  le plus souvent les alliés de derniers. Le dernier royaume provincial traditionnel  d'Ulster, contrôlait une  zone beaucoup plus réduite que la province postérieure d'Ulster, il avait été confiné par les empiétements des Uí Néill aux terres du nord et l'est du Lough Neagh et demeurait traditionnellement hostile aux Uí Néill.
Leinster était une vaste région qui après la conquête du nord  par les Uí Néill, était devenu la cible de leur  expansionnismes alors que les  Eóganachta la considéraient comme faisant partie du Leath Mogha la moitié sud de l'Irlande qui leur avait été attribuée à la suite du partage intervenu entre les rois mythiques Mug Nuadat et Conn Cétchathach.
Enfin, dans la vaste province de Munster elle-même  il y avait plusieurs dynasties respectables, mais secondaires, comme les  Uí  Liatháin dont les relations  avec les Eóganachta évoluaient de l'alliance à l'hostilité.
La dynastie des Eóganachta fondée au milieu du Ve siècle dominait la moitié sud de l'Irlande depuis les temps légendaires Elle avait le siège de son pouvoir politique  à Cashel et celui de son autorité religieuse à  Emly  (Comté de Tipperary) , tandis que les diverses branches des Uí Néill et le Connachta dominaient la moitié nord. À cette époque, les Uí Néill s’efforçaient de monopoliser le titre d'Ard ri Erenn et de  roi de  Tara  avec une succession organisée  en alternance entre les lignées  nord et sud de la Uí Néill.

## Roi de Munster
La royauté du Munster était détenue depuis l'origine par les descendants de Conall Corc  et de sa seconde épouse Óebfhinn  fille de Óengus Bolg du Corcu Loígde. Les Eóganachta, après un siècle et demi de combats et d'intrigues avaient été en  mesure de  s'imposer à la tête  du  Munster. Pendant  un siècle et quart jusqu'à la mort Cathal, la royauté de Cashel  a été dominée par le Eóganacht Chaisil et les Eóganacht Glendamnach. Les domaines des Glendamnach se trouvaient au sud-ouest de Cashel, dans la moyenne vallée de la Blackwater. Le père de Cathal, Finguine Mac Con Cathail-cen-máthair († 696), son oncle, Ailill Mac Cathail (†  701), son grand-père, Cathal Cu-cen-máthair († 665 / 666) , et son arrière-grand-père, Cathal mac Aedo († 628) ont été  rois de Cashel. avant lui
En 713 le roi  Cormac mac Ailello Ua Maénaig de la lignée Eóganacht Chaisil, avait été  tué dans lors de la bataille de Cam Feradaig Cahernarry dans le comté de Limerick contre les Déisi Tuaiscirt. Son prédécesseur   Eterscél mac Maele Umai de la lignée des Eóganacht Áine mort seulement en 721  avait sans doute abdiqué c'est dans ces conditions que  Cathal mac Finguine qui exerçait sans doute déjà un pouvoir local devint roi de Munster.
La première entrée relative à l'activité de Cathal, même si elle ne mentionne pas explicitement son nom est liée au raid effectué contre Cashel  en 715 par Murchad mac Brain  Uí Dúnlainge roi de Leinster. Il semble que de bonnes relations aient été rapidement rétablies entre le Munster et le Leinster car Tualaith, la fille de Cathal épousa peu après Dúnchad mac Murchado Uí Dúnlainge  († 727) le fils de l'adversaire du Munster.

## Relations avec les Uí Néill
Au cours des VIIIe siècle et IXe siècle trois rois de Cashel tentèrent de concurrencer la puissance montante des Uí Néill : Cathal mac Finguine, Feidlimid mac Crimthain et Cormac mac Cuilennáin .

### Relations avec Fergal mac Máele Dúin
Les Annales d'Ulster relèvent qu'en 721  allié avec Murchad mac Brain roi de Leinster Cathal mac Finguine dévaste les terres des Ui Neill du Sud  Plus tard cette même année, Fergal mac Máele Dúin riposte  non pas contre Cathal et le Munster, mais contre Murchad et le Leinster. Les Annales d'Ulster rapportent : « Une invasion du Laigin par Fergal, et un tribut en bétail et des otages imposés à ce royaume comme garanties de soumission par Fergal mac  Máele Dúin » Dans ce contexte si Fergal a attaqué le Leinster en représailles d'un raid sur Brega c'est qu'il considérait Cathal comme un adversaire secondaire ou trop puissant.
Les Annales de Inisfallen  présentent une tout autre version de l'affaire beaucoup plus favorable à Cathal. Elles  relèvent le pillage de Brega par  Cathal mac Finnguine, roi de Mumu, et ensuite la signature d'un compromis avec Fergal mac Máele Dúin Duin, roi de Temuir [Tara] qui pour faire la paix se soumet à Cathal. Elles ajoutent que  « Ce sont cinq rois de Munster qui ont gouverné l'Irlande après l'introduction [de la]   foi :  Aengus mac Nad Fraich et son fils   Eochaid  qui règnent sur l'Irlande pendant 17 ans, Cathal mac Finguine, Feidlimid mac Crimthain, et Brian mac Cennétig » 
Fergal mac Máele Dúin dirige de nouveau  une armée des Uí Néill contre le Leinster en 722, mais cette fois il est vaincu et tué par les « Hommes de Leinster » coalisés de Murchad mac Brain Uí Dúnlainge et d’Áed Menn mac Colcan Uí Cheinnselaigh roi du Leinster Sud.. Cette défaite a été évoquée dans l' « Almaine Cath » (i.e Bataille d'Almaine) , un poème sur le combat d'Allen du 11 décembre 722, la fête de Saint Finnian de Clonard. Une grande partie de l'œuvre est consacrée à l'histoire du fidèle barde de Fergal, Donn Bo, mais l'introduction fournit une vue la fin de la guerre :
Pendant longtemps, il y eut une grande guerre entre Cathal mac Findguine, roi de Leth Mogha, et Fergal mac Máel Duin, roi de Leth Cuinn. Fergal mac Mael Duinl effectue une descente en Leinster en vue de nuire à  Cathal mac Findguine et afin que  Cathal mac Findguine abandonne  l'ensemble de Magh Bregh [la plaine de Brega], jusqu'à ce qu'ils fassent la paix et concluent une trêve .
Cette trêve, dit le poète, est rompue par les « Hommes de Leinster »:
Les Hommes de Leinster avaient  livré cette bataille d'Allen en l'absence de Cathal mac Finguini, et Cathal fut attristé que la bataille ait  été menée alors que lui-même était absent. Ils ont entendu la  rancune Cathal contre eux, et c'est  pour cette raison qu'ils lui ont livré la sa tête à Cathal comme un trophée de leur action .

### Relations avec Flaithbertach mac Loingsig et ses successeurs
Après la  mort de Fergal, la royauté de Tara  et le titre symbolique d'Ard ri Erenn  passe à Fogartach mac Néill  du  Síl nÁedo Sláine représentant des Uí Neill du sud et roi de  Sud Brega qui disparaît dès 724 lorsqu'il est tué  en combattant contre l'un de ses propres parents du Síl nÁedo Sláine Cináed mac Írgalaid du Nord Brega, qui  devient le nouveau Ard ri Erenn.
Cináed ne maintient son pouvoir d'Ard ri Erenn que quatre ans avant  d'être tué à son tour lors de la bataille de Druim Corcain par Flaithbertachmac Loingsig  membre du   Cenél Conaill  des Uí Neill  du Nord. Flaithbertach ne règne lui-même aussi  que quelques années avant qu'Áed Allán, le fils de Fergal mac Máele Dúin du Cenél nEógain, un  membre de l'autre Cinél des Uí Neill du nord ne lui dispute le pouvoir et que Flaithbertach vaincu, abdique et se retire dans un monastère en 734.
Cette rapide succession d'Ard ri Erenn des Uí Neill du Nord et du Sud laisse le champ libre à  Cathal mac Finguine pour tenter d'étendre son autorité sur le Leinster. Le poème « Almaine Cath » laisse entendre que le  différend entre les Uí Neill  et les Eóganachta est survenu parce que Fergal mac Maele Duin avait été tué au mépris d'une trêve qu'il avait conclue avec Cathal.
En 728  Cathal mac Finguine, mène une expédition au Leinster et  obtient des otages et un tribut du roi Bran Bec mac Murchado († 738)  . Cependant  il est défait en 731 par  l'autre roi Leinster  Áed Mac Colggen († 738)  du Cinél Uí Cheinnselaigh opposé à ses alliés Uí Dúnlainge . Une seconde bataille en 735   est décrite  comme une plus grande défaite encore par les Annales d'Ulster mais comme une victoire par les Annales d'Innisfallen ! :
 Une bataille entre Mumu et Laigin, dans lequel beaucoup d'Hommes de  Laigin et d'innombrables Hommes de  Mumu sont morts;  Cellach mac Faelchar, roi de Osraige, y est tombé, mais  Cathal mac Finnguine, roi de Mumu, s'est échappé.
Une bataille entre  Cathal amc Finnguine, et Faelán, roi de Laigin, dans laquelle tombe Cellach mac Faelchar, roi d'Osraige, et Cathal est victorieux .
En 733 Cathal avait pillé les terres de la Uí Néill du Sud, mais il est  vaincu et chassé de Tailtiu par Domnall Midi du Clan Cholmáin il remporte par contre plus de succès contre les voisins du  Clan Cholmáin Becc, gouvernés par  Fallomon mac Con Congalt, qu'il bat sur la colline de Tlachtga (comté de Meath). En 734 Cathal inflige une nouvelle défaite aux Hommes du  Leinster à Bealach Ele.
En 737 le nouveau souverain Uí Neill, Áed Allán, rencontre  Cathal à Tir Da Glas  Terryglass, probablement  en  terrain neutre en dehors du contrôle des deux partis.
Francis J. Byrne affirme qu'il est peu probable que Cathal  ait reconnu autorité d' Áed Allán, car ce dernier avait peu d'influence dans le sud, mais Áed Allán obtient un bénéfice de la réunion, où il a peut-être réussi à obtenir la reconnaissance  de la  " Loi de Patrick " c'est-à-dire la suprématie ecclésiastique d'Armagh . Cette rencontre est bien entendue occultée par les Annales d'Innisfallen toujours très hostiles aux Uí Néill
Dans les Chroniques d'Irlande il n'y a plus ensuite de mention de Cathal mac Finguine qui ne meurt qu'en 742. Selon un verset inclus dans les Annales d'Innisfallen il est inhumé à Imlech Iubair  i.e Emly  (comté de Tipperary) .

## Union et postérité
L'épouse Cathal était la célèbre Caillech († 731) fille de Dúnchad Ard, roi des Uí Meicc Brocc, une dynastie du sud associée avec Uí Liatháin, voisins des Eóganacht Glendamnach.
Les descendants directs de Cathal sont assez mal documentés. Il est réputé être le père d'un fils ou mieux sans doute d'un petit-fils  
- Artrí mac Cathail († 821) qui devient roi seulement en 796, et d'une fille
- Tualaith épouse successive de deux Uí Dúnlainge; Dúnchad mac Murchado  (†  727), ancêtre des Uí Dúnchada, puis de son frère Fáelán mac Murchado († 738), ancêtre des Uí Fáeláin, qui assume ensuite la royauté du Leinster.

Tnúthgal mac Artrach (son petit-fils ?) est mieux connu des annalistes. il est à l'origine des descendants de la dynastie  régnante des Eóganacht Glendamnach dont Art Caemh, un arrière-petit-fils de Artrí mac Cathail, ancêtre éponyme des  Ó Caiomh (i.e: O'Keeffes) du  comté de Cork.

## Sources
- (en) Cet article est partiellement ou en totalité issu de l’article de Wikipédia en anglais intitulé « Cathal mac Finguine » (voir la liste des auteurs), édition du 1er juin 2011.
- (en) Edel Bhreathnach, The Kingship and landscape of Tara  Editor Four Courts Press (Dublin 2005)  (ISBN 1-85182-954-7) p. 210-212.
- (en) Francis John Byrne Irish Kings and High-Kings Four Court Press (Dublin 2001) réédition  (ISBN 1-85182-196-1).
- (en) Gearóid Mac Niocaill, Ireland before Vikings, Dublin, Gill & Macmillan, 1972, 172 p., p. 121,123,124,130
- (en) Dictionary of Irish Biography article de Mac Ailbhe  Shamhrain, Cathal